# Don Quijote (film fra 1957)
 For alternative betydninger, se Don Quixote (flertydig). (Se også artikler, som begynder med Don Quixote)
Don Quijote (russisk: Дон Кихот) er en sovjetisk spillefilm fra 1957 instrueret af Grigorij Kozintsev.
Filmen er baseret på den spanske forfatter Miguel de Cervantes' roman Don Quijote.

## Medvirkende
- Nikolaj Tjerkasov som Don Quixote de la Mancha / Alonso Quixano
- Jurij Tolubejev som Sancho Panza
- Serafima Birman
- Ljudmila Kasjanova som Aldonsa
- Svetlana Grigorjeva